# سد كمران
سد كمران أحد سدود المياة في منطقة بيت بوس بالعاصمة صنعاء اليمنية، بدأ تشييده مطلع عام 2001م، وانجز في 2004، تبلغ سعته 700.000 متر مكعب من المياة، يحتضن بحيرة واسعة بطول 350 متراً وعرض 150 متراً، وارتفاع 18 متراً.
يرتفع جسم السد 20 متراً، وبطول (9-120 متراً) وعرض 86 متراً عند قاعدته، يوازيها 10 امتار في قمته.
يمنع السباحة في السد لاحتواءه على بعض الأعشاب المتحركة والأتربَة والمياه الملوثة ومع ذلك يشهد السد العديد من حوادث الغرق فخلال الخمس السنوات الماضية شهد السد أكثر من17 حالة غرق أدت إلى الوفاة، كان آخرها حادثة غرق الزوجين العروسين هيثم محمد ضاعن “22 عاماً ” و زوجته “17 عاماً ” في أبريل 2013 حيث يوضح مقطع فيديو منشور تم تصويره بجوال الزوج حادثة الغرق كاملة.